# Црква Светог Вазнесења у Јакову
Црква Св. Вазнесења се налази у Јакову, градска општина Сурчин, представља непокретно културно добро као споменик културе.
Црква посвећена Светом Вазнесењу је подигнута у периоду од 1807. до 1810. године на месту старе цркве из 18. века. Градио је зидарски мајстор Јозеф Вертих с цимерманом Јоханом Мајером, у стилу класицизма, са елементима барока и ампира. Иконостас цркве високих уметничких вредности израдио је средином 19. века истакнути пилтор Петар Јакшић, који је радио и низ предмета црквеног намештаја. Иконе на иконостасу и зидне композиције дело су познатог земунског сликара Живка Петровића из 1855.-1862. године. Међу многобројним његовим делима овај иконостас представља ретко комплетно и добро очувано дело са свим одликама српског класицизма средине 19. века.
Црква у Јакову има богат фонд покретних предмета црквене опреме споменичког значаја - целивајуће иконе, намештај, књиге из 17.- 18. века, као и црквене протоколе.